# Bite It Like a Bulldog
«Bite It Like a Bulldog» — первый сингл финской хард-рок-группы Lordi с их четвёртого студийного альбома Deadache.

## Список композиций
1. «Bite It Like a Bulldog»
2. «Bite It Like a Bulldog» (музыкальный клип)

## Музыкальный клип
На песню был снят клип: Lordi исполняют песню в подвале какого-то дома. Хозяин дома спускается в подвал с фонариком. Обыскивая подвал, он слышит, как играет виниловая пластинка. Пытается отключить проигрыватель, у него ничего не получается и он ломает пластинку вместе с проигрывателем. Потом он находит старый работающий телевизор, который показывает, как гигантские члены группы Lordi то затаскивают людей в болото, то ломают деревья в лесу. Потом хозяин дома видит, как по его дому разгуливает призрак. Пытаясь выйти из подвала, мужчина находит играющих Lordi.

## Участники записи
- Mr. Lordi — вокал
- Amen — гитара
- OX — бас-гитара
- Awa — клавишные
- Kita — ударные